# Замарайка (село)
Замара́йка — село в Воловском районе Липецкой области России. Административный центр Замарайского сельсовета.

## Название
Название — по небольшой р. Замарайке, а имя речки — по вязкому илистому грунту в 

## География
Село находится в юго-западной части Липецкой области, в лесостепной зоне, в пределах восточных отрогов Среднерусской возвышенности, на берегах реки Замарайка, при региональной автодороге 42К-026.
Климат умеренно континентальный с теплым летом и умеренно морозной зимой.

## История
Основана крестьянами-однодворцами. Известна по документам 1778 г.
В октябре 1995 года Замарайка переведено из Ломигорского сельсовета в Замарайский сельсовет (Постановление восемнадцатого заседания Липецкого областного Собрания депутатов от 12.10.95 № 353-пс).
период дождей.

## Население
| 1866 | 1880 | 1926 | 1932  | 1997 | 2010 | 2012 |
| ---- | ---- | ---- | ----- | ---- | ---- | ---- |
| 548  | ↗760 | ↗960 | ↗1010 | ↘420 | ↘417 | ↘415 |

## Инфраструктура
Личное подсобное хозяйство с зоной сельскохозяйственного использования, индивидуальная застройка усадебного типа.
Основа экономики — сельское хозяйство.

## Транспорт
Автобусное сообщение с райцентром.  Остановка общественного транспорта «Замарайка».